# 16e législature de la Colombie-Britannique

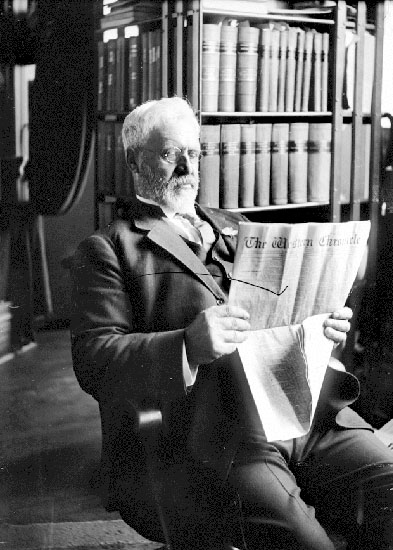
John Oliver, premier ministre (1918-1927), meurt en fonction et est remplacé par John Duncan MacLean.

La 16e législature de la Colombie-Britannique a siégé de 1924 à 1928. Ses membres sont élus lors de l'élection générale de 1924 (en). Le Parti libéral de la Colombie-Britannique dirigé par John Oliver remporte l'élection et forme un gouvernement minoritaire. Suivant le décès d'Oliver en août 1927, John Duncan MacLean lui succède.
John Andrew Buckham est président de l'Assemblée pendant la durée de la législature.

## Membre de la 16elégislature
| Député | Député                                | Circonscription       | Parti                |
| ------ | ------------------------------------- | --------------------- | -------------------- |
|        | Richard John Burde                    | Alberni               | Indépendant          |
|        | Herbert Frederick Kergin              | Atlin                 | Libéral              |
|        | Francis Aubrey Browne                 | Burnaby               | Canadian Labour (en) |
|        | David Alexander Stoddart              | Cariboo               | Provincial           |
|        | Edward Dodsley Barrow                 | Chilliwack            | Libéral              |
|        | John Andrew Buckham                   | Columbia              | Libéral              |
|        | Paul Phillips Harrison                | Comox                 | Indépendant libéral  |
|        | Cyril Francis Davie                   | Cowichan-Newcastle    | Conservateur         |
|        | Noel Stirling Austin Arnold Wallinger | Cranbrook             | Conservateur         |
|        | Fred W. Lister                        | Creston               | Conservateur         |
|        | Alexander McDonald Paterson           | Delta                 | Libéral              |
|        | John Alexander Catherwood             | Dewdney               | Conservateur         |
|        | Robert Henry Pooley                   | Esquimalt             | Conservateur         |
|        | Thomas Hubert Uphill                  | Fernie                | Canadian Labour (en) |
|        | Henry George Thomas Perry             | Fort George           | Conservateur         |
|        | John McKie                            | Grand Forks-Greenwood | Conservateur         |
|        | Cyrus Wesley Peck                     | The Islands           | Conservateur         |
|        | James Reginald Colley                 | Kamloops              | Libéral              |
|        | Charles Sidney Leary                  | Kaslo-Slocan          | Libéral              |
|        | Albert Edward Munn                    | Lillooet              | Libéral              |
|        | Michael Manson                        | Mackenzie             | Conservateur         |
|        | William Sloan                         | Nanaimo               | Libéral              |
|        | Kenneth Campbell                      | Nelson                | Libéral              |
|        | Edwin James Rothwell                  | New Westminster       | Libéral              |
|        | Kenneth Cattanach MacDonald           | North Okanagan        | Libéral              |
|        | John Melvin Bryan Sr.                 | North Vancouver       | Libéral              |
|        | Alexander Malcolm Manson              | Omineca               | Libéral              |
|        | Thomas Dufferin Pattullo              | Prince Rupert         | Libéral              |
|        | William Henry Sutherland              | Revelstoke            | Libéral              |
|        | George Alexander Walkem               | Richmond-Point Grey   | Provincial           |
|        | James Hargrave Schofield              | Rossland-Trail        | Conservateur         |
|        | Thomas George Coventry                | Saanich               | Conservateur         |
|        | Rolf Wallgren Bruhn                   | Salmon Arm            | Conservateur         |
|        | William Alexander McKenzie            | Similkameen           | Conservateur         |
|        | Horace Cooper Wrinch                  | Skeena                | Libéral              |
|        | James William Jones                   | South Okanagan        | Conservateur         |
|        | Robert Henry Neelands                 | South Vancouver       | Canadian Labour (en) |
|        | Andrew McCreight Creery               | Vancouver City        | Provincial           |
|        | Ian Alistair MacKenzie                | Vancouver City        | Libéral              |
|        | Christopher McRae                     | Vancouver City        | Libéral              |
|        | Victor Wentworth Odlum                | Vancouver City        | Libéral              |
|        | Mary Ellen Smith                      | Vancouver City        | Libéral              |
|        | Charles A. Woodward                   | Vancouver City        | Libéral              |
|        | Reginald Hayward                      | Victoria City         | Conservateur         |
|        | Joshua Hinchcliffe                    | Victoria City         | Conservateur         |
|        | Robert Allan Gus Lyons                | Victoria City         | Conservateur         |
|        | Harold Despard Twigg                  | Victoria City         | Conservateur         |
|        | John Duncan MacLean                   | Yale                  | Libéral              |

Notes:

## Répartition des sièges
| Parti    | Parti                | Député(s) |
| -------- | -------------------- | --------- |
|          | Libéral              | 23        |
|          | Conservateur         | 17        |
|          | Provincial           | 3         |
|          | Canadian Labour (en) | 3         |
|          | Indépendant libéral  | 2         |
| Total    | Total                | 48        |
| Majorité | Majorité             | -2        |

## Élections partielles
Durant cette période, une élection partielle était requise à la suite de la nomination d'un député au cabinet.
- Kenneth Cattanach MacDonald, défait par Arthur Ormiston Cochrane, Conservateur, le 9 octobre 1924

D'autres élections partielles ont été tenues pour diverses autres raisons:
| Circonscription       | Député                 | Parti        | Élection        | Motif                                                                                              |
| --------------------- | ---------------------- | ------------ | --------------- | -------------------------------------------------------------------------------------------------- |
| Nelson                | John Oliver            | Libéral      | 23 août 1924    | K. Campbell démissionne en août 1924 pour permettre à M. Oliver d'entrer à l'Assemblée législative |
| Grand Forks-Greenwood | Dougald MacPherson     | Libéral      | 25 avril 1925   | Décès de J. McKie le 29 octobre 1924                                                               |
| North Okanagan        | William Farris Kennedy | Conservateur | 9 juin 1927     | Décès de A.O. Cochrane le 4 décembre 1926                                                          |
| New Westminster       | Arthur Wellesley Gray  | Libéral      | 25 août 1927    | Décès de E.J. Rothwell le 29 juin 1927                                                             |
| Nelson                | James Albert McDonald  | Libéral      | 17 octobre 1927 | Décès de J. Oliver le 17 août 1927                                                                 |

## Autre(s) changement(s)
- Peu après l'élection, Paul Phillips Harrison se joint aux Libéraux pendant que Richard John Burde devient indépendant.
- George Alexander Walkem se joint aux Conservateurs en 1928[4].
- Nanaimo (décès de William Sloan le 2 mars 1928)
- Vancouver City(démission Ian Alistair Mackenzie nommé secrétaire provincial le 5 juin 1928)[5]